# Conor Leahy
Conor Leahy (Perth, 16 april 1999) is een Australisch wielrenner die zowel op de baan als op de weg rijdt.

## Carrière
Op de Oceanische kampioenschappen baanwielrennen boekt Leahy sinds 2017 successen. Zo won hij meerdere malen goud op de onderdelen achtervolging en de ploegenachtervolging. Op de Australische kampioenschappen baanwielrennen boekte hij zijn eerste successen in 2020.
In 2024 nam hij voor het eerst deel aan de Olympische Zomerspelen die plaatsvonden in Parijs. Dat jaar won hij goud op het onderdeel ploegenachtervolging met Oliver Bleddyn, Kelland O'Brien en Sam Welsford.

## Palmares
| Jaar | AK                                   | OK                                                 | WK | Overige                                                  |
| ---- | ------------------------------------ | -------------------------------------------------- | -- | -------------------------------------------------------- |
| 2017 |                                      | achtervolging                                      |    |                                                          |
| 2018 |                                      | achtervolging · koppelkoers                        |    |                                                          |
| 2019 |                                      | achtervolging · ploegenachtervolging               |    |                                                          |
| 2020 | achtervolging · omnium · puntenkoers |                                                    |    |                                                          |
| 2021 | achtervolging                        |                                                    |    |                                                          |
| 2022 | achtervolging · koppelkoers          | koppelkoers · ploegenachtervolging · achtervolging |    | Gemenebestspelen: · achtervolging · ploegenachtervolging |
| 2023 | achtervolging · koppelkoers          | ploegenachtervolging · omnium                      |    |                                                          |
| 2024 | achtervolging · puntenkoers          | ploegenachtervolging                               |    | Olympische Spelen: · ploegenachtervolging                |

1908: Jones, Kingsbury, Meredith, Payne ·
1920: Magnani, Carli, Ferrario, Giorgetti ·
1924: De Martini, Dinale, Menegazzi, Zucchetti ·
1928: Facciani, Gaioni, Lusiani, Tasselli ·
1932: Pedretti, Borsari, Cimatti, Ghilardi ·
1936: Nizerhy, Charpentier, Goujon, Lapébie ·
1948: Decanali, Adam, Blusson, Coste ·
1952: Morettini, Campana, de Rossi, Messina ·
1956: Gasparella, Domenicali, Faggin, Gandini ·
1960: Vigna, Arienti, Testa, Vallotto ·
1964: Streng, Claesges, Henrichs, Link ·
1968: Lyngemark, Olsen, Asmussen, Jensen ·
1972: Schumacher, Colombo, Haritz, Hempel ·
1976: Vonhof, Braun, Lutz, Schumacher ·
1980: Manakov, Movtsjan, Ossokin, Petrakov ·
1984: Grenda, Turtur, Nichols, Woods ·
1988: Jekimov, Kasputis, Neljoebin, Oemaras ·
1992: Fulst, Glöckner, Lehmann, Steinweg ·
1996: Capelle, Ermenault, Monin, Moreau ·
2000: Fulst, Bartko, Becke, Lehmann ·
2004: Brown, McGee, Lancaster, Roberts ·
2008: Clancy, Manning, Thomas, Wiggins · 
2012: Burke, Clancy, Kennaugh, Thomas · 
2016: Burke, Clancy, Doull, Wiggins · 
2020: Consonni, Ganna, Lamon, Milan · 
2024:  Bleddyn, Welsford, Leahy, O'Brien